# Āblesh
Āblesh (persiska: آبلش) är en ort i Iran.   Den ligger i provinsen Khuzestan, i den centrala delen av landet, 500 km söder om huvudstaden Teheran. Āblesh ligger 513 meter över havet och antalet invånare är 718.
Terrängen runt Āblesh är kuperad åt sydväst, men åt nordost är den bergig. Runt Āblesh är det ganska glesbefolkat, med 47 invånare per kvadratkilometer. Närmaste större samhälle är Līkak, 11,2 km väster om Āblesh. Omgivningarna runt Āblesh är i huvudsak ett öppet busklandskap.